# Mano (Zambia)
Mano è un ward dello Zambia, parte della Provincia di Luapula e del Distretto di Samfya.